# Pardosa strena
Pardosa strena är en spindelart som beskrevs av Yu och Song 1988. Pardosa strena ingår i släktet Pardosa och familjen vargspindlar. Inga underarter finns listade i Catalogue of Life.